# Tadeusz Wyrwa
Tadeusz Józef Wyrwa (ur. 15 marca 1926 w Warszawie, zm. 20 listopada 2010 w Saint-Rémy-lès-Chevreuse) – polski historyk i pisarz emigracyjny, żołnierz AK.

## Życiorys
Urodził się w Warszawie jako syn Józefa Wyrwy (1898–1970) i Stanisławy z domu Pikiel. Szkołę powszechną ukończył w roku 1937 w miejscowości Lipa koło Radoszyc na Kielecczyźnie, gdzie rok wcześniej jego ojciec, z zawodu nauczyciel, otrzymał posadę kierownika szkoły. W roku 1938 rozpoczął naukę w Państwowym Gimnazjum i Liceum w Końskich. Ukończył jedynie pierwszą klasę gimnazjalną, bowiem wybuch wojny we wrześniu 1939 przerwał dalszą naukę.

### Konspiracja i partyzantka
W latach niemieckiej okupacji uczestniczył u boku ojca w działalności podziemnej, a następnie w partyzantce na Kielecczyźnie w oddziale dowodzonym przez ojca, pod pseudonimem „Orlik”. W warunkach konspiracyjnych, wczesną wiosną roku 1943, zdał „małą maturę”, co pozwoliło mu odbyć kurs podchorążych. Ukończył go 30 września 1943 z wynikiem dobrym i awansował do stopnia plutonowego podchorążego. Jesienią roku 1944 na terenie powiatów opoczyńskiego i koneckiego, walczył w szeregach II batalionu 25. Pułku Piechoty AK, dowodzonego przez jego ojca ps. „Stary”. Za postawę bojową został przedstawiony do awansu na stopień podporucznika i do odznaczenia Krzyżem Walecznych. Oba wnioski zatwierdziła Komenda Obwodu AK Piotrków Trybunalski przed końcem roku 1944. 17 stycznia 1945 oddział został rozbrojony pod Radoszycami przez Armię Czerwoną. W lutym został aresztowany przez UB, osadzony w więzieniu w Końskich, następnie przeniesiony do Łodzi.

### Ucieczka z kraju
Zdołał uciec z więzienia w lipcu 1945 i opuścił Polskę w roku 1947. Przedostał się do brytyjskiej strefy okupacyjnej w Niemczech. Trafił do obozu dipisów w Wentorfie pod Hamburgiem. Uzyskał status byłego jeńca wojennego w biurze Stowarzyszenia Byłych Kombatantów w Meppen, gdzie stacjonowała 1. Dywizja Pancerna gen. Stanisława Maczka. Na uniwersytecie w Kilonii rozpoczął studia prawnicze. Po dwóch latach zmuszony był przerwać studia. Latem roku 1949, w sytuacji stopniowego likwidowania obozów i zamykania polskich szkół, nie mogąc uzyskać prawa stałego pobytu, zdecydował się wyjechać do Stanów Zjednoczonych.

### Sprawa Tadeusza Wyrwy w USA
W roku 1949 przyjechał do Stanów Zjednoczonych. Zamieszkał w Chicago, gdzie planując kontynuowanie przerwanych w Kilonii studiów prawniczych, zapisał się na kurs języka angielskiego w Welles High School.
Latem roku 1950 popadł w spór z władzami odmawiając, jako uchodźca polityczny i obywatel polski, wcielenia do armii amerykańskiej. Rząd Stanów Zjednoczonych, w obliczu wybuchu konfliktu koreańskiego, przeprowadzał wtedy przyspieszony pobór do wojska, który objął również przybyłych z Europy dipisów. O postawie Polaka, będącego pierwszym tego rodzaju przypadkiem w Chicago, poinformowano lokalną i centralną prasę.
W artykułach, które nadały sprawie Wyrwy rozgłosu, celowo zniekształcano jego intencje, oskarżając o tchórzostwo i nielojalność wobec Stanów Zjednoczonych. Wyrwa ogłosił oświadczenie w prasie polonijnej broniąc swoich racji. Podkreślił, że Stany Zjednoczone, godząc się w Jałcie na zagładę Polski straciły moralne prawo do występowania wobec Polaków o udział w walce w szeregach armii amerykańskiej. Ten punkt widzenia spotkał się ze zrozumieniem jedynie części środowiska polonijnego. Motywował to tym, iż jako uchodźca polityczny i obywatel RP może walczyć tylko pod polskim sztandarem i dowództwem Rządu RP znajdującego się w Londynie.
Jego uwięzienie spowodowało tzw. sprawę Tadeusza Wyrwy, która jak pisał Stefan Korboński: „była zagadnieniem zaprzątającym najtęższe pióra i umysły emigracyjne”.
W lutym 1952 został ponownie wezwany do stawienia się przed komisją poborową i powtórzył, że nie wstąpi do amerykańskiej armii. 4 marca 1952 został aresztowany przez agentów FBI. Po nocy spędzonej w Cook County Jail został zwolniony za kaucją w wysokości 500 dolarów, wpłaconą przez ojca. Jego proces przed Sądem Okręgowym stanu Illinois, rozpoczęty w maju 1952, kilkakrotnie odraczany, został zakończony 8 sierpnia (pod nieobecność oskarżonego) umorzeniem sprawy. Konflikt z władzami amerykańskimi, jego tendencyjne nagłośnianie przez prasę amerykańską i część prasy polonijnej, przejawy wrogiego nastawienia społeczności amerykańskiej – wszystko to skłoniło Wyrwę do opuszczenia Stanów Zjednoczonych.

### Działalność naukowa i współpraca zGiedroyciem
W roku 1952 udał się do Hiszpanii. W ramach programu pomocowego dla młodzieży pochodzącej z krajów zza żelaznej kurtyny młody Wyrwa otrzymał stypendium z Obra Católica de Assitencia Universitaria. Zamieszkał jako stypendysta w Kolegium św. Jakuba Apostoła i podjął studia w zakresie międzynarodowego prawa publicznego na uniwersytecie w Madrycie. Po ich ukończeniu w przyspieszonym trybie w roku 1956 przygotował i obronił dwa lata później pracę doktorską na temat roli Gdańska w stosunkach międzynarodowych (El Papel Politico de Danzig).
W roku 1960 obronił kolejną rozprawę doktorską z dziedziny nauk politycznych na Wydziale Prawa i Nauk Społecznych Polskiego Uniwersytetu na Obczyźnie w Londynie. Dysertacja zatytułowana Gdańsk w dziejach Polski, napisana pod kierunkiem Antoniego Derynga, była zmienioną wersją doktoratu obronionego na Uniwersytecie Madryckim. Pod kierunkiem René Capitanta znawcy prawa państwowego i nauk politycznych, przygotował pracę dotyczącą przemian społeczno-gospodarczych w Polsce współczesnej Les transformations de la structure economique et sociale dans la Pologne contemporaine (de la Pologne nobiliaire à la Pologne „prolétarienne”). W roku 1963 otrzymał na jej podstawie doktorat nauk prawnych w paryskim uniwersytecie.
Od roku 1964 pracował w Centre National de la Recherche Scientifique w Paryżu. W roku 1968 uzyskał na Sorbonie kolejny doktorat w zakresie literatury i nauk humanistycznych za pracę Le modèle polonaise de l’Entreprise socialiste (problèmes de gestion sociale). Rozprawa ukazała się drukiem w zmienionej wersji La Gestion de l’Entreprise socialiste. „L’Experience Polonaise” (Paris 1970).
Wyrwa był uczestnikiem Kongresu Współczesnej Nauki i Kultury Polskiej na Obczyźnie w roku 1970 oraz w Kongresów Kultury Polskiej na Obczyźnie w latach 1985 i 1995. Czynnie uczestniczył również w emigracyjnym życiu naukowym. W roku 1973 podjął współpracę z Instytutem Literackim. Stał się jednym z najbardziej aktywnych autorów wydawanych przez Jerzego Giedroycia „Zeszytów Historycznych” zamieszczając na ich łamach ponad 100 artykułów, recenzji i listów. Kilka tekstów opublikował w „Kulturze”, a od końca lat 80. zamieszczał artykuły w londyńskim „Pamiętniku Literackim”. Tadeusz Wyrwa został pochowany 25 listopada 2010 na podparyskim cmentarzu Montmorency.
Odwiedził Polskę w 1989 r. W 2007 r. przywiózł jako dar dla Muzeum AK w Krakowie, dziennik oddziału majora Henryka Dobrzańskiego-Hubala, który jego ojciec ukrył podczas okupacji.

## Wybrane publikacje
- L'evolution d'administration publique dans le Duché de Varsovie (1807-1813), (1966).
- L'autonomie ouvrière dans l'entreprise socialisée, (1967).
- L'élaboration du nouveau code civil en Pologne populaire, (1967).
- Le Mexique, (1968).
- La Gestion de l'Entreprise socialiste. « L'Experience Polonaise », (1970).
- Les Républiques Andines (Bolivie, Chili, Colombie, Equateur, Pérou, Venezuela), (1972).
- Działalność „wydawnicza” Zarządu Głównego Koła b. Żołnierzy A. K. w Londynie (z dziejów kundlizmu polskiego na emigracji), (1972).
- W cieniu legendy Majora Hubala , (1974).
- La Pensée politique polonaise à l'époque de l'Humanisme et de la Renaissance (Un apport à la connaissance de l'Europe moderne), (1978).
- La resistance Polonaise et la politique en Europe, (1983).
- Prasa konspiracyjna w imieniu Polski Walczącej 1940-1945, (1984).
- Historyk na obczyźnie a najnowsze dzieje Polski, (1986).
- L'idée européenne dans la Resistance à travers la presse clandestine en France et en Pologne 1939-1945, (1987).
- Bezdroża dziejów Polski. Kraj i emigracja po 1 września 1939 r., (1998).
- Posłannictwo historii czasu pogardy i zakłamania, (2004)
- Krytyczne eseje z historii Polski XX wieku, (2004)
- Pokoleniowe rozstaje dróg, (2007).
- „Czarnego poloneza” ciąg dalszy... : powtórka z historii, (2011).

## Odznaczenia i nagrody
Był laureatem nagrody „Kultury” im. Juliusza Mieroszewskiego (1991), Związku Pisarzy Polskich na Obczyźnie (1993), Polskiej Fundacji Kulturalnej im. Prezydenta Edwarda Raczyńskiego w Londynie (2002) oraz Nagrodę im. Jerzego Giedroycia (2002 – za książkę „Krytyczne eseje z historii Polski XX wieku”). W 2007 został doktorem honoris causa Uniwersytetu Łódzkiego. Historycy z krajowych ośrodków badawczych i uczelnianych dedykowali Profesorowi Tadeuszowi Wyrwie księgę pamiątkową.

## Członkostwo w towarzystwach naukowych
Profesor Tadeusz Wyrwa był członkiem: Société d’Histoire du Droit, Association des Ecrivains Combattants, Association des Écrivains de Langue Française, Société Française d’Études du Sezième Siècle, Société Jean Bodin pour l’Histoire Comparative des Institutions, Académie Européenne des Sciences, des Arts et des Lettres, Towarzystwa Historyczno-Literackiego w Paryżu, Polskiego Towarzystwa Naukowego na Obczyźnie w Londynie, Związku Pisarzy Polskich na Obczyźnie w Londynie, członkiem zagranicznym Polskiej Akademii Umiejętności, Polskiego Towarzystwa Historycznego i Stowarzyszenia Pisarzy Polskich w Warszawie.